# Wierchnieje Dubrowo
Wierchnieje Dubrowo – osiedle typu miejskiego w Rosji, w obwodzie swierdłowskim. W 2010 roku liczyło 4791 mieszkańców.